# Ciutat vella de Jerusalem
La Ciutat vella de Jerusalem (àrab: البلدة القديمة, al-Balada al-Qadīma; hebreu: העיר העתיקה‎; armeni: Երուսաղեմի հին քաղաք) és una àrea d'aproximadament 0,9 km² situada dins de Jerusalem Est, que fins a la dècada de 1860 formava part de l'entramat urbà. Hi ha importants llocs religiosos com el Mont del Temple i el Mur de les Lamentacions de la religió jueva; el Sant Sepulcre, de la religió cristiana; i la Cúpula de la Roca i la Mesquita d'Al-Aqsa, de la religió musulmana. Tradicionalment, ha estat dividida en quatre barris, tot i que els noms actuals es van introduir en el segle xix. Aquests quatre barris són el Barri Musulmà, el Barri Jueu, el Barri Cristià i el Barri Armeni.
El 1981 va ser inclosa dins del patrimoni de la humanitat de la UNESCO. Un any més tard, Jordània va sol·licitar la seva inclusió en la llista del patrimoni de la humanitat en perill.

## Història

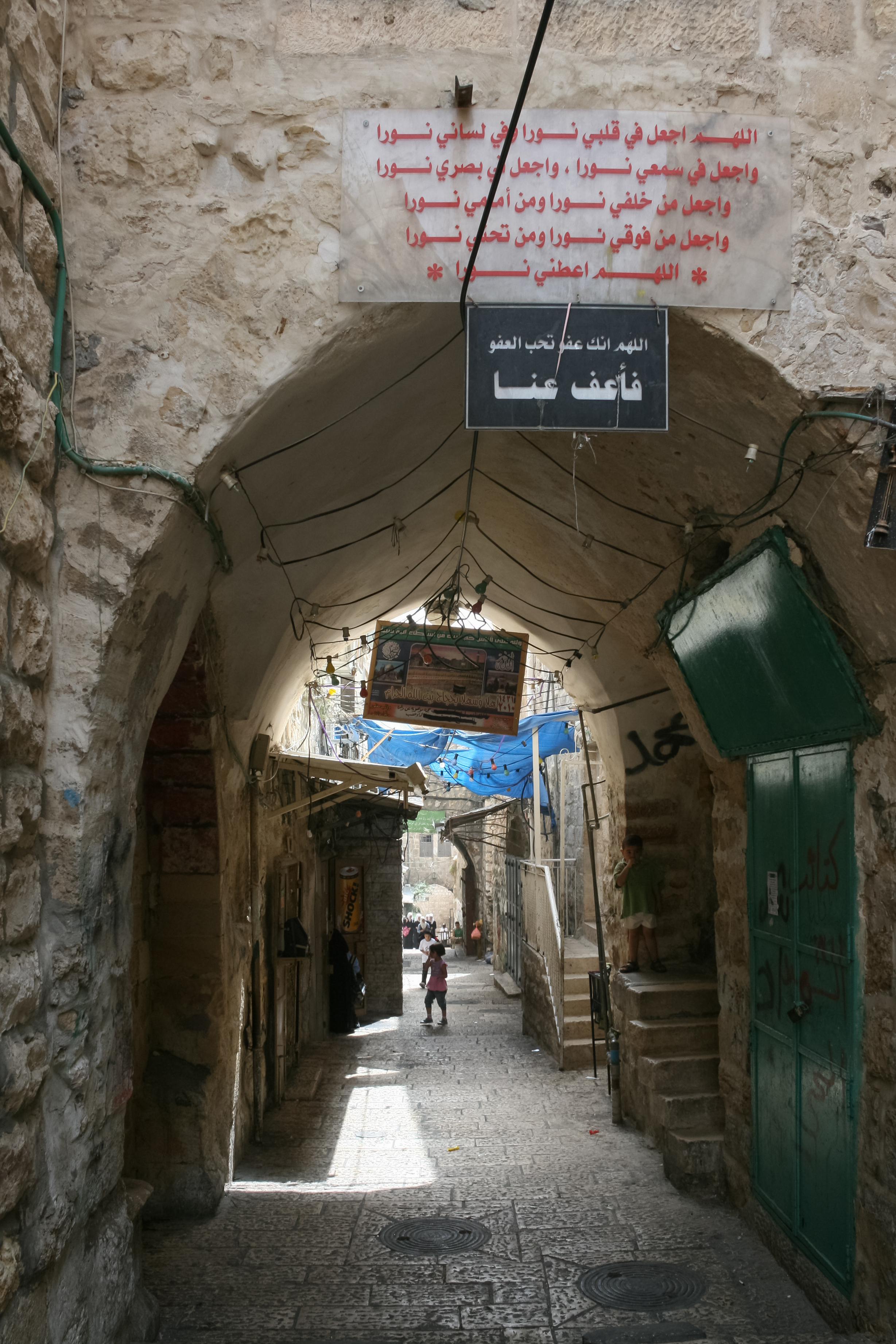
Carrer a la ciutat vella.

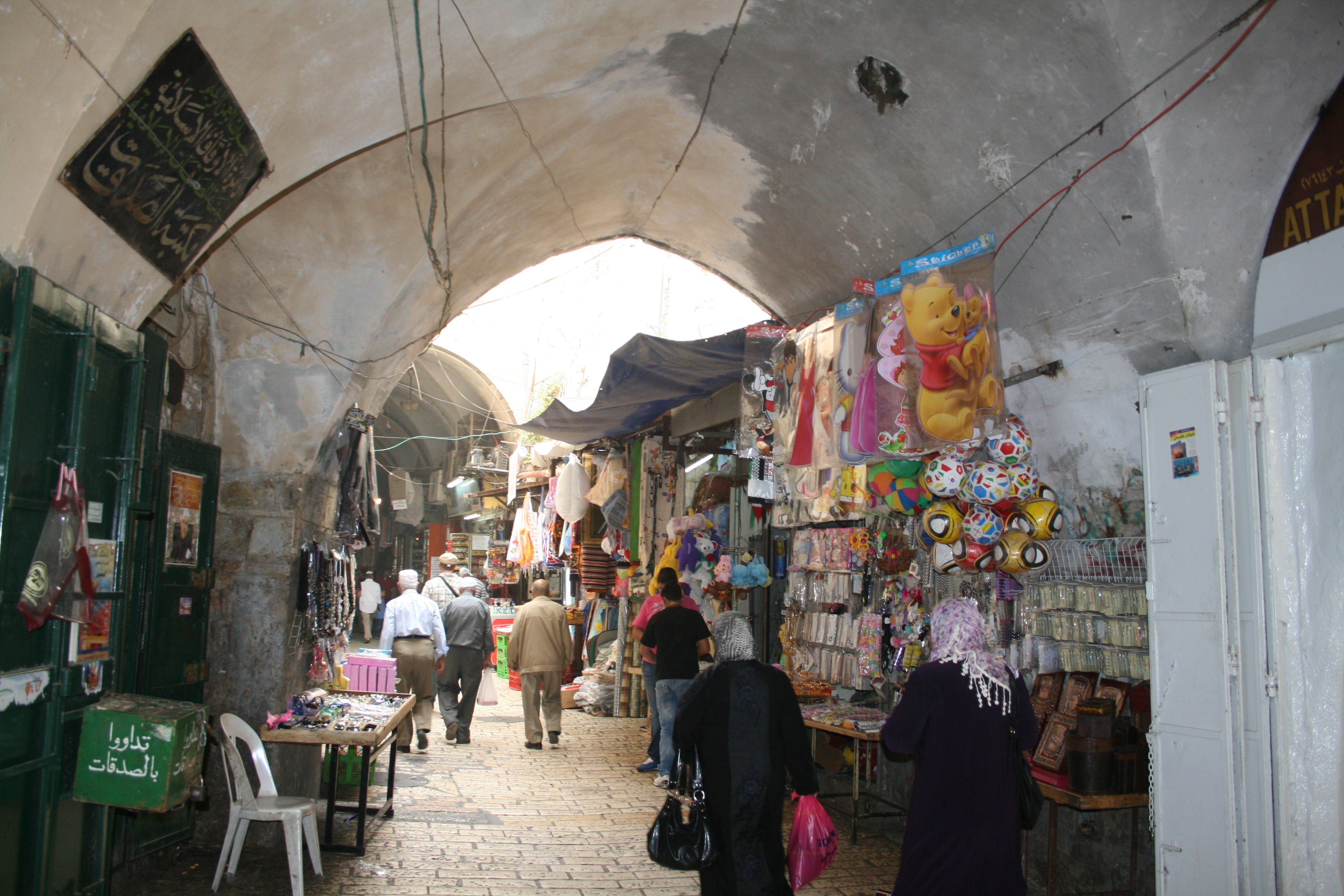
Comerços a la ciutat vella.

### Fundació
En el segle xi aC, el rei israelita David va conquerir la ciutat de Jebús, bastió del poble jebuseu, un dels pobles que habitaven el país de Canaan. El bastió era fortificat amb sòlids murs que l'envoltaven. Quan David s'hi va instal·lar, va designar la ciutat Ir David (la ciutat de David). Aquest indret està situat actualment en el sud-oest de l'actual ciutat vella i és anomenat Pujol Ofel (va ser descobert i excavat pel Fons per a l'Exploració de Palestina entre 1923 i 1925).
El fill de David, Salomó, va manar ampliar-ne els murs i, a més, va edificar el Temple que duu el seu nom. La localitat va passar a anomenar-se Ir Salomó (la ciutat de Salomó), dita Jerusalem en la Bíblia. A la mort de Salomó, en la dècada del 960 aC, es va obrir un cisma en el poble jueu i es van formar dos estats: Israel, amb capital a Samaria, i Judà, amb capital a Jerusalem.

### Domini babiloni, persa i romà
Al llarg dels anys, la ciutat va resistir els atacs dels seus poderosos veïns, encara que també va passar per diverses etapes de vassallatge. L'any 587 aC —durant el regnat de Sedecíes, l'últim rei de Judà— va ser conquerida i arrasada pel rei Nabucodonosor II. El regne de Judà va esdevenir una província de l'Imperi Babilònic o Imperi Caldeu, i la majoria de la classe regent jueva seria enviada al desterrament a Babilònia. Emperò, quan el 539 aC el monarca persa Cir II el Gran va conquerir Babilònia, va permetre el retorn a Judà de les comunitats jueves deportades. Aquestes van tornar a Jerusalem i van reconstruir la ciutat i el Temple de Salomó, gràcies a la llibertat de culte que va establir.
El 332 aC, la ciutat va capitular sense oposició davant Alexandre el Gran, durant la seva campanya de conquesta a Pèrsia, i no va patir destruccions. A la mort d'Alexandre, Judea i la seva capital van passar a formar part de l'Imperi Selèucida; que al seu torn fou annexat a l'Imperi romà el 64 aC pel general romà Gneu Pompeu Magne després de derrotar els macabeus. Jerusalem va patir el setge i la conquesta romana, amb la destrucció dels seus murs i l'annexió a l'Imperi Romà.

L'any 21 aC el rei Herodes el Gran va restaurar la ciutat i el Temple, del qual encara restava en peu la part coneguda com el Mur de les Lamentacions, un indret de gran importància en la religió jueva. Jerusalem va revifar durant el mandat del general Marc Vipsani Agripa, qui va ordenar la construcció d'un nou mur, anomenat la Tercera Muralla. La capital de Judea va romandre sota l'administració d'una elit religiosa, els asmoneus. Emperò, una revolta jueva va portar a un nou setge romà a Jerusalem i la posterior destrucció de la ciutat l'any 70 dC, per ordre del general romà Tit Flavi Sabí Vespasià.

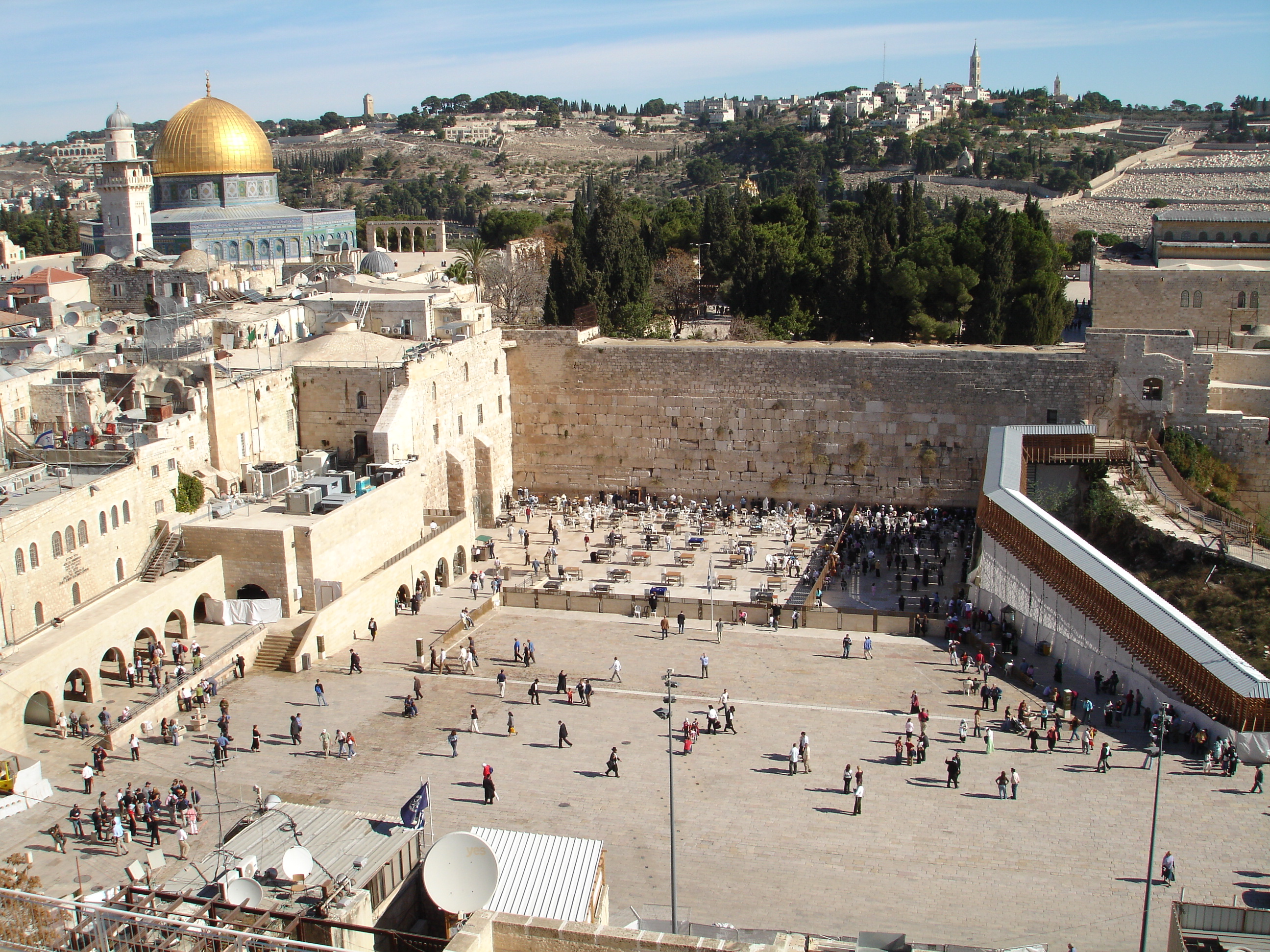
Mur de les Lamentacions

L'emperador Hadrià va decidir reconstruir la ciutat amb el nom d'Èlia Capitolina, fet que va provocar una nova revolta entre els jueus, que va acabar l'any 136 amb la victòria romana i l'exili de la major part del poble jueu, conegut com la Diàspora. El territori de Judea va passar a ser la província romana de Síria-Palestina.
El destí de Jerusalem va continuar lligat a successives conquestes i conflictes. L'any 326 l'emperador Constantí I el Gran va manar aixecar l'Església del Sant Sepulcre, que es va constituir en un dels principals llocs religiosos del cristianisme —on fou enterrat Jesús de Natzaret. Més endavant va ser una de les quatre seus episcopals a l'Imperi Romà d'Orient de la Pentarquia —establerta per Justinià I—, juntament amb Constantinoble, Antioquia i Alexandria.

### Domini musulmà i croades

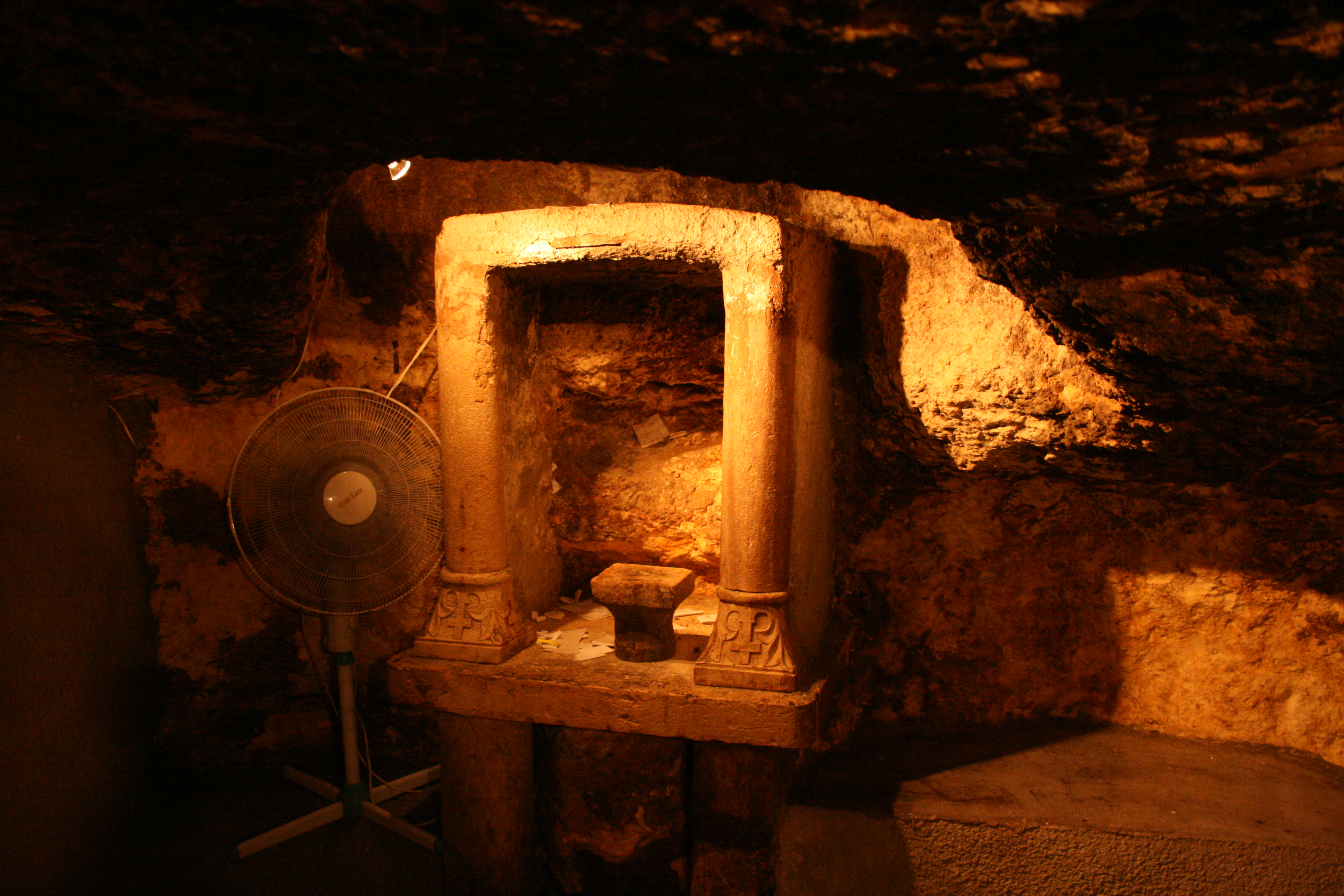
Església ortodoxa de Santa Ana, lloc de naixement de la verge María.

L'any 614, l'Imperi Sassànida va conquerir la ciutat. Va regir-la fins al 638, quan va ser desplaçat per l'expansió islàmica que va incorporar-la al Califat Omeia de Damasc. La possessió de la ciutat passaria, l'any 750, a mans del Califat Abbàssida; i el 1516, a l'Imperi Otomà.
Entre els anys 687 i 691 es va construir la Cúpula de la Roca, i el 710 es va acabar d'erigir la Mesquita d'Al-Aqsa. Ambdós són importants punts religiosos de la religió musulmana.
El 1095 el papa Urbà II va predicar en el Concili de Clermont la Primera Croada, dirigida a conquerir Jerusalem als musulmans. El noble francès Jofré de Bouillon va aconseguir capturar-la després d'una massacre, i es va crear el Regne de Jerusalem. El germà de Jofré, Balduí, va ser el primer en portar el títol de Rei de Jerusalem. Durant els següents anys, la presència de les ordes militars cristianes (com la del Sant Sepulcre) va ser intermitent a la ciutat; alternat amb la presència de tropes musulmanes. Va destacar la figura de Saladí, qui va assetjar i conquerir la ciutat l'any 1187. Després d'alguns intercanvis més, tornaria a mans musulmanes, definitivament, l'any 1244.
La ciutat va continuar sota domini otomà fins al final de la Primera Guerra Mundial, conquerida pels britànics en la batalla de Jerusalem.

## Els barris

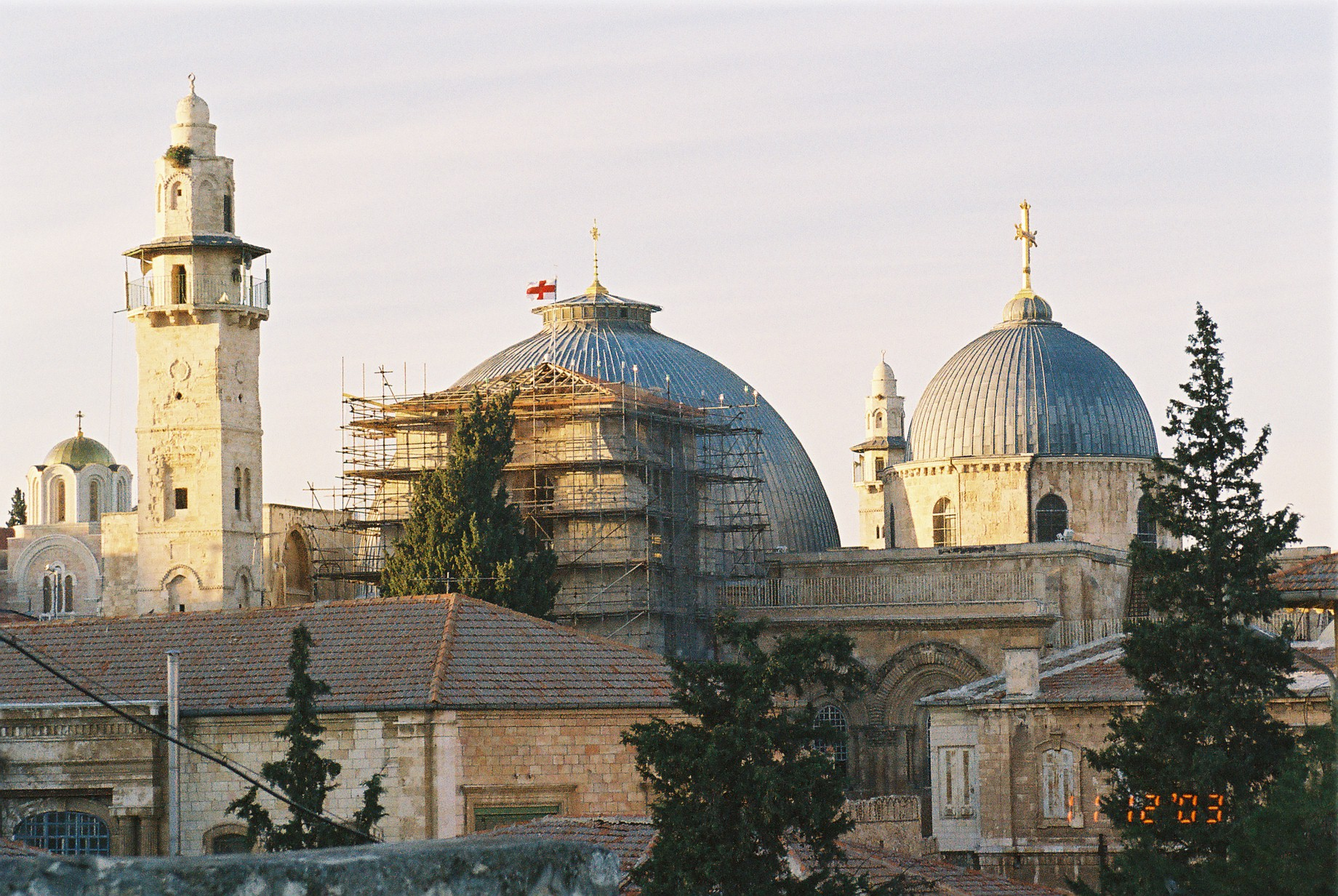
Església del Sant Sepulcre.

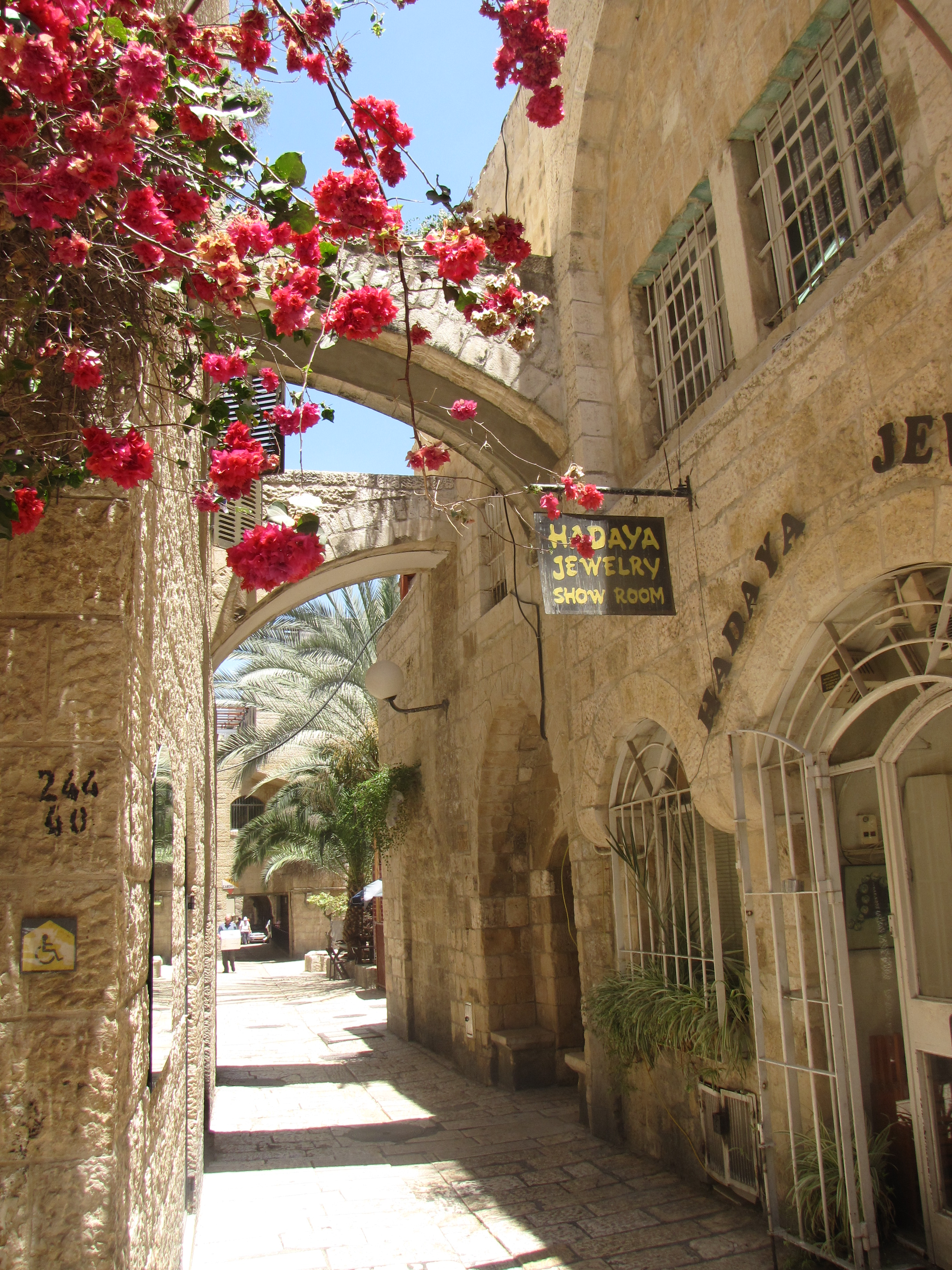
Passatge en el Barri Jueu.

Existeixen quatre barris a la ciutat vella: el Barri Armeni, el Barri Cristià, el Barri Jueu i el Barri Musulmà. Addicionalment, s'inclou en la Ciutat vella el Mont del Temple.

### Barri Armeni
El Barri Armeni és el menor dels quatre i està situat en el cantó sud-oest de la ciutat. Encara que el poble armeni és cristià, el Barri Armeni és diferent del Barri Cristià. Malgrat la reduïda extensió i població d'aquest barri, els armenis i el seu Patriarcat romanen independents i formen una vigorosa presència a la Ciutat Vella.

### Barri Cristià
El Barri Cristià (àrab: حارة النصارى, Ḥārat an-Naṣārà) mesura 0,19 km², està situat a l'extrem nord-oest de la Ciutat Vella, i s'estén des de la Porta Nova al nord, al llarg de la muralla occidental de la Ciutat Vella, fins a la Porta de Jaffa, vorejant els barris jueu i armeni, fins a la Porta de Damasc a l'est, on limita amb el barri musulmà. En aquest barri hi ha la basílica del Sant Sepulcre, considerada per molts com el lloc més sagrat del cristianisme.

### Barri Jueu
El Barri Jueu de la ciutat (hebreu: הרובע היהודי, HaRova HaYehudi‎) està situat al sud-est de la ciutat posseeix una superfície de 0,11 km². El Barri Marroquí, fundat al segle xii, va ser demolit i annexat a aquest barri en 1967, després de l'ocupació del sector est de Jerusalem, per crear l'esplanada davant del Mur de les Lamentacions, amb la finalitat de crear un espai per als visitants i turistes, iniciant-se així la planificació física del barri.

### Barri Musulmà
El Barri Musulmà (àrab: حارَة المُسلِمين, Ḥārat al-Muslimīn) és el més gran i més poblat dels quatre. Té una superfície de 0,31 km² i està situat a la cantonada nord-est de la Ciutat Vella, estenent-se des de la Porta dels Lleons a l'est, al llarg del mur nord de la Muntanya del Temple cap al sud, fins a la ruta Mur Occidental - Porta de Damasc a l'oest. Durant el Mandat Britànic, Sir Ronald Storrs es va embarcar en un projecte per rehabilitar el Mercat del Cotó, molt descurat sota els turcs. Va descriure'l com una latrina pública amb muntanyes de deixalles de fins a metre i mig d'alçada. Amb l'ajuda de la Societat Pro-Jerusalem, es van restaurar les voltes, les teulades i les parets, i es van portar teixidors per a treballar-hi.

### Mont del Temple
L'Esplanada de les Mesquites o Mont del Temple és un sector religiós de la Ciutat Vella de Jerusalem d'aproximadament 0,15 km². És un lloc sagrat per a musulmans i jueus.

## Muralles i portes
Les muralles de Jerusalem van ser destruïdes i reconstruïdes moltes vegades. Les actuals muralles van ser aixecades el 1538 pel sultà otomà Solimà I el Magnífic. Tenen una extensió aproximada de 4,5 km i la seva alçada varia entre els 5 i 15 m, amb un gruix de 3 m. Tenen 43 torres de vigilància i 8 portes, de les quals només 7 estan obertes.

### Portes obertes
| Català            | Hebreu          | Àrab                 | Noms alternatius                                                                      | Any de construcció                    | Localització                   | Imatge |
| ----------------- | --------------- | -------------------- | ------------------------------------------------------------------------------------- | ------------------------------------- | ------------------------------ | ------ |
| Porta Nova        | Sha'ar HeJadash | Al-Bab al-Jedid      | Porta de Hammid                                                                       | 1887                                  | Part oest de la muralla nord   |        |
| Porta de Sion     | Sha'ar Tzion    | Bab El-Nabi Dona'oud | Porta del Barri Jueu, Porta de David                                                  | 1540                                  | Centre de la muralla sud       |        |
| Porta de Jaffa    | Sha'ar Yaffo    | Bab al-Khalil        | Porta del temple de David, Porta d'Hebron                                             | 1530-40                               | Centre de la muralla oest      |        |
| Porta dels Lleons | Sha'ar HaArayot | Bab Sittna Maryam    | Porta de Yehoshafat, Porta de Santa María, Porta de Sant Esteban, Porta de les Tribus | 1538-39                               | Part nord de la muralla est    |        |
| Porta del fem     | Sha'ar HaAshpot | Bab al-Maghariba     | Porta de Silwan, Porta de Mograbi, Sha'ar HaMugrabim                                  | 1538-40                               | Part est de la muralla sud-est |        |
| Porta d'Herodes   | Sha'ar HaPrajim | Bab-a-Sahairad       | Porta de les Flors, Sha`ar Hordos                                                     | 1537; ampliada en gran manera el 1875 | Part est de la muralla nord    |        |
| Porta de Damasc   | Sha'ar Shjem    | Bab al-Amoud         | Sha'ar Damesek, Porta de Nablus, Porta de l'Enxampar                                  | 1537                                  | Centre de la muralla nord      |        |